# Hermann Rhomberg
Hermann Rhomberg (* 1. August 1900 in Dornbirn; † 5. Juli 1970 ebenda) war ein österreichischer Unternehmer, Gesellschafter der 1832 gegründeten Textilfabriken Franz M. Rhomberg in Dornbirn, NS-Wirtschaftsfunktionär und Gründungsvater der Dornbirner Messe.

## Wirken
Hermann Rhomberg entstammte der Dornbirner Fabrikanten-Familie Herrburger-Rhomberg. Seine Eltern waren der Textilfabrikant Armin Rhomberg (1866–1918) und Ida Rhomberg, geb. Albrich (1871–1955), Tochter des Vorarlberger Baumeisters und Architekten Josef Anton Albrich.
Von 1906 bis 1911 besuchte er Hermann Rhomberg die Volksschule Dornbirn-Markt, im Anschluss folgte die Staatsoberrealschule. Kriegsbedingt, bereits im März 1919 – um vier Monate vorgezogen – musste er seine Reifeprüfung ablegen, um zum Militärdienst eingezogen werden zu können. Im letzten Kriegsjahr einberufen wurde er als 18-jähriger nach Steyr in Oberösterreich zum 3. Regiment der Tiroler Kaiserjäger und nach kurzer Ausbildung an die Offiziersschule des 18. Armeekorps in Freistadt geschickt, wo er seine Offiziersprüfung ablegte, um als Offiziersanwärter in die Österreichisch-Ungarische Armee eintreten zu können. Eingereiht wurde er in das 3. Regiment der Kaiserjäger und an die Südfront befohlen. Im November 1918 kehrte er nach Dornbirn zurück.
Anfang 1919 zog er nach München und studierte an der Handelshochschule vier Semester – im Zeitfenster der damaligen Münchner Räterepublik. Auch sammelte er 1921 während eines Praktikums bei der Centralbank der deutschen Sparkassen in Innsbruck wichtige Kenntnisse des Bankwesens und praktizierte ein weiteres Jahr im Familienunternehmen. Anschließend studierte er an der Handelshochschule in Nürnberg – beeinflusst durch die „Privatwirtschaftslehre“ von Wilhelm Rieger – und erwarb im Juli 1924 den akademischen Grad eines Diplomkaufmannes.
1926 wurde er Ausschussmitglied vom Deutschen Volksverein Dornbirn und stand ab 1928 Paul Waibel als dessen stellvertretender Obmann zur Seite. 1928 trat Rhomberg als jüngster Gesellschafter in das Dornbirner Familienunternehmen Franz M. Rhomberg ein und übernahm die kaufmännische Leitung der Sparten Spinnereien, Webereien, Druckereien für Baumwolle, Zellwolle und Kunstseide.
Nach dem Anschluss Österreichs war er an der „Arisierung“ des Wiener Warenhauses Herzmansky zugunsten der Dornbirner Textilproduzenten Rhomberg und Hämmerle beteiligt. Am 21. Mai 1938 beantragte er die Aufnahme in die NSDAP und wurde rückwirkend zum 1. Mai desselben Jahres aufgenommen (Mitgliedsnummer 6.360.950).
Ebenfalls 1938 wurde er Mitglied vom Aufsichtsrat der Creditanstalt-Bankverein in Wien und als Vertreter der Industrie in den Vorarlberger Landtag berufen.
Nach Ausbruch des Zweiten Weltkriegs wurde er sofort als Reserveoffizier in den Polenfeldzug eingezogen und stand an der Ostfront. Später wurde er jedoch „zur Führung seiner Firma und für wirtschaftliche Aufgaben in Österreich [...] vom aktiven Wehrdienst freigestellt“.
Hermann Rhomberg wurde Luftwaffenbeauftragter des Reichsluftfahrtministeriums und übernahm 1941 von Max Wehinger – gemeinsam mit F. M. Hämmerle – die Rüsch-Werke, das größte metallverarbeitende Unternehmen Vorarlbergs, welches in Folge einen enormen Aufschwung nahm mit Hilfe vieler Aufträge durch das Reichsluftfahrtministerium. Am 24. Februar 1943 wurde Rhomberg durch den Reichswirtschaftsminister Kurt Schmitt auf den Posten des Vizepräsidenten der neu gegründeten Gauwirtschaftskammer Tirol-Vorarlberg installiert.
Von Oktober 1945 bis 1948 war Hermann Rhomberg als „vormals stadtbekannter Nationalsozialist“ und politisch Belasteter zeitweise im Anhaltelager Brederis unter französischer Kontrolle interniert. Ende 1945 wurde er ins Lager Lochau verlegt und kam zum Arbeitseinsatz im Kohlebergwerk Wirtatobel.
1949 war er an der Gründung der Dornbirner Messe beteiligt, zunächst als Ausstellungsleiter. 1950 verlieh ihm der österreichische Bundespräsident Karl Renner den Titel Kommerzialrat. 1952 wurde er Gründungsmitglied des Rotary-Clubs Vorarlberg. 1954 wurde ihm das Präsidentenamt der Messe übertragen.
1957 erwarb er von dem Journalisten Hans Nägle die Privatbibliothek mit rund 4000 Büchern. 1960 erhielt Hermann Rhomberg die fünfte Ehrenbürgerschaft der Stadt Dornbirn verliehen.

## Privates
Hermann Rhomberg war zweimal verheiratet. Aus der ersten Ehe mit Gertrud Rhomberg (1901–1983) – einer Schwester des Textilindustriellen und ab 1950 Präsident der Messe Dornbirn, Eugen Rhomberg – entstammen Armin (* 1928) und Rosemarie, verehelichte Benger (* 1931). In zweiter Ehe war er mit Grete Pferschy verheiratet.